# Claude Puel
Claude Puel (Castres, 1961. szeptember 2. –) a Leicester City, a Monaco, a Lille, a Lyon és a Nice korábbi vezetőedzője. Játékosként tizenhét évig futballozott az AS Monaco csapatában.

## Pályafutása edzőként
Mielőtt az AS Monaco edzője lett, a tartalékcsapatot irányította és a nagycsapatnál volt erőnléti edző. 1999 januárjában debütált a felnőtt csapatnál. 2000-ben francia bajnok lett a Monacóval. 2001-ben nem hosszabbították meg a szerződését, így távozott a csapattól. 2002-2008 között, 6 szezonon át a Lille OSC vezetőedzője volt. 2005-ben a második helyen végzett csapatával és így indulhattak a Bajnokok Ligájában. 2008-ban szerződtette az Olympique Lyon csapata 5 évre. Kezei alatt több volt Lille-i játékosa is játszott. Ilyen Mathieu Bodmer, Jean II Makoun és Michel Bastos. Korábban híressé vált játékosai: Ludovic Giuly, Kader Keita, Eric Abidal, David Trezeguet, Marco Simone és Marcelo Gallardo.

## Díjai játékosként
- Francia bajnok: 1982, 1988
- Francia labdarúgókupa győztes: 1985, 1991
- Francia labdarúgó-szuperkupa győztes: 1985
- Bajnokok Ligája elődöntős: 1994

### Díjai edzőként
- Francia bajnok: 2000
- Francia bajnokság ezüstérmese: 2005
- Francia bajnokság bronzérmese: 2006, 2009
- Francia Ligakupa döntős: 2001

## Edzői statisztika
2019. február 24-én lett frissítve.
| Monaco         | Franciaország | 1999. január 13.  | 2001. június 30.  | 91  | 44  | 16  | 31  | 48,4 |
| Lille          | Franciaország | 2002. július 1.   | 2008. június 17.  | 298 | 119 | 94  | 85  | 39,9 |
| Lyon           | Franciaország | 2008. június 18.  | 2011. június 20.  | 154 | 74  | 44  | 36  | 48,1 |
| Nice           | Franciaország | 2012. május 23.   | 2016. május 24.   | 167 | 68  | 37  | 62  | 40,7 |
| Southampton    | Anglia        | 2016. június 30.  | 2017. június 14.  | 53  | 20  | 13  | 20  | 37,7 |
| Leicester City | Anglia        | 2017. október 25. | 2019. február 24. | 67  | 23  | 18  | 26  | 34,3 |
| Összesen       | Összesen      | Összesen          | Összesen          | 857 | 363 | 231 | 263 | 42,4 |